# Ермаков, Александр Михайлович
Александр Михайлович Ермаков (род. 29 апреля 1956, село Калиновец, Сасовский район, Рязанская область) — российский политик, член Совета Федерации в 2013 — 2020 гг.

## Биография
В 1975 году окончил Сасовское лётное училище гражданской авиации, в 1999 году — Российскую академию государственной службы при президенте РФ.
С 1975 года летал на самолётах Ан-2, работая в нефтегазовом комплексе Ямала. После выхода на пенсию некоторое время работал в местной прессе. В 1996 году занялся политикой, стал активистом движения «Наш дом — Россия». Руководил в Ямало-Ненецком округе избирательными кампаниями кандидата в депутаты Государственной думы РФ от ЯНАО Виктора Черномырдина, губернатора округа Юрия Неёлова, губернатора Тюменской области Сергея Собянина и других. С 1999 года управлял фондом «Стерх», созданным постановлением губернатора Юрия Неёлова для сохранения популяции сибирского белого журавля. В 2000 году избран председателем исполкома региональной организации движения «Единство», с июня 2002 года руководил исполнительным комитетом Ямало-Ненецкого регионального отделения партии «Единая Россия», был заместителем секретаря регионального политсовета партии.
14 марта 2010 года избран от «Единой России» депутатом Законодательного собрания ЯНАО V созыва, досрочно сложил полномочия.
17 марта 2013 года Законодательное собрание Ямало-Ненецкого АО наделило Александра Ермакова полномочиями члена Совета Федерации — представителя законодательного органа государственной власти округа (его предшественник Дмитрий Ананьев досрочно отказался от мандата летом того же года).
13 сентября 2015 года переизбран в Заксобрание VI созыва и вновь досрочно сложил полномочия, продолжив работу в Совете Федерации.

## Награды
- Медаль ордена «За заслуги перед Отечеством» II степени (20 июля 2020) — за большой вклад в развитие парламентаризма, активную законотворческую деятельность и многолетнюю добросовестную работу[5].